# Pineville (Luisiana)
Pineville é uma cidade localizada no estado americano de Luisiana, na Paróquia de Rapides.

## Demografia
Segundo o censo americano de 2000, a sua população era de 13.829 habitantes.
Em 2006, foi estimada uma população de 14.500, um aumento de 671 (4.9%).

## Geografia
De acordo com o United States Census Bureau tem uma área de
31,2 km², dos quais 29,7 km² cobertos por terra e 1,5 km² cobertos por água.

## Localidades na vizinhança
O diagrama seguinte representa as localidades num raio de 28 km ao redor de Pineville.